# Andrea Matarazzo
Angelo Andrea Matarazzo GCIH • GOMA • ComMM (São Paulo, 22 de novembro de 1956), é um professor, administrador, diplomata, empresário, radialista e político ítalo-brasileiro, filiado ao Partido Social Democrático (PSD) e ao Partido Socialista Italiano (PSI).

## Trajetória
De 1991 a 1992, foi assessor especial do Ministério da Educação e Cultura. Em seguida, foi secretário de Política Industrial do Ministério da Indústria, do Comércio e do Turismo, entre 1992 e 1993. Durante o governo Mário Covas em São Paulo, foi Secretário Estadual de Energia e presidente da Companhia Energética de São Paulo (Cesp), além de membro dos conselhos de Desestatização, de Administração da Companhia Paulista de Ativos e de Ciências e Tecnologia do Estado de São Paulo. Integrou também o Comitê de Relações Empresariais do Governo do Estado de São Paulo e o Instituto Teotônio Vilela, além de ser coordenador do Núcleo de Gestão Estratégica da Secretaria da Educação do Estado de São Paulo.
Foi secretário de Política Industrial no governo Itamar Franco, ministro-chefe da Secretaria de Comunicação de Governo da Presidência da República (1999 a 2001) e exerceu o cargo de embaixador do Brasil na Itália (2001 a 2002), no governo de Fernando Henrique Cardoso.
No governo do Estado, além de secretário da Cultura, foi secretário de Energia (1998), presidente da Companhia Energética de São Paulo (1995-1998) e presidente do Conselho da Companhia Paulista de Força e Luz (CPFL).
De 1999 a 2001, foi ministro-chefe da Secretaria de Comunicação da Presidência da República durante o governo de Fernando Henrique Cardoso e embaixador do Brasil em Roma, entre 2001 e 2002. Durante esse período, foi agraciado a 14 de março de 2000, com o grau de Grã-Cruz da Ordem do Infante D. Henrique de Portugal e em abril de 2001, com a admissão à Ordem do Mérito Militar no grau de Comendador especial. Em 2005, entrou na administração municipal de São Paulo como subprefeito da Sé na gestão de José Serra. Assumiu também, em 2006, a Secretaria Municipal de Serviços, como subprefeito da Sé e secretário (de Coordenação das Subprefeituras) na gestão de Gilberto Kassab. A partir de 2008, manteve-se apenas como secretário até o início de setembro de 2009, quando teve seu pedido de demissão aceito por Kassab. Assumiu, em 2010, a Secretaria de Estado da Cultura, cargo que ocupou até 2 de abril de 2012.
No município, foi subprefeito da Sé (2005 a 2007), secretário municipal de Serviços (2005 a 2006) e secretário de Coordenação das Subprefeituras (2007 a 2009). Na Prefeitura, teve destaque seu trabalho nas áreas de limpeza urbana, pavimentação, reforma e padronização de calçadas e acessibilidade e mobilidade urbana. Deu início a projetos importantes, como a revitalização do Centro e da Nova Luz, a criação de novas áreas verdes (Parque do Povo, Parque do Trote e parques na região da represa de Guarapiranga). Também realizou um trabalho firme contra o comércio ilegal e pelo fechamento dos bingos. Foi o responsável pela operacionalização do programa Cidade Limpa e pela reforma da avenida Paulista.
Na iniciativa privada, atuou como membro do Conselho Consultivo da Câmara Ítalo-Brasileira de Comércio e Indústria e presidente do Comitê de Investimento. Foi, ainda, conselheiro do Instituto de Estudos para Desenvolvimento Industrial (IEDI) e membro do Conselho de Administração da Fundação Bienal de São Paulo.[carece de fontes?]
Em outubro de 2012, foi eleito o segundo vereador mais votado do Brasil com 117.617 votos.
Em 2014, Matarazzo foi investigado pela Polícia Federal em um inquérito que apurou pagamento de propinas por parte da empresa Alstom, durante o período em que foi secretário de energia do governo do Estado de São Paulo. Mas o então vereador, não chegou a ser denunciado por falta de provas.
Graduado em Administração de Empresas, é, atualmente, presidente licenciado da Matarazzo SA Holding e da Metalma SA, também atuando como radialista no programa "Ligado no Matarazzo", aos sábados das 11h ao 12h na Rádio Capital. Em 2020, passou a ser professor colaborador do IBMEC-SP.

### Cargos públicos
- Vereador do Município de São Paulo (2013–2016)
- Secretário de Cultura (2010–2012)
- Secretário de Coordenação das Subprefeituras de São Paulo (2007–2009)
- Subprefeito da Sé (2005–2007)
- Secretário Municipal de Serviços (2005–2006)
- Embaixador do Brasil na Itália (2001–2002)
- Ministro-chefe da Secretaria de Comunicação de Governo da Presidência da República (1999–2001)
- Secretário de Energia do Governo do Estado de São Paulo (1998)
- Presidente da Companhia Energética de São Paulo – CESP (1995–1998)
- Secretário de Política Industrial do Ministério da Indústria, do Comércio e do Turismo (1992–1993)
- Assessor especial do Ministério da Educação e Cultura (1991–1992)

### Eleições 2016
Deixou o PSDB em 18 de março de 2016, dois dias antes do 2º Turno das prévias para definir o candidato à Prefeito de São Paulo pelo partido em 2016.
Em 30 de março de 2016, assinou a filiação com o PSD, com a intenção de disputar a Prefeitura de São Paulo. A pré-candidatura durou até 25 de julho de 2016, quando o partido decidiu apoiar a candidata Marta Suplicy (PMDB), com Matarazzo como candidato a vice na chapa . Ambos não conseguiram ir para o segundo turno, ficando em 4º lugar, com 587 220 votos, pouco mais de 10% dos sufrágios.

### Eleições 2020
Nas eleições municipais de 2020, foi novamente candidato ao cargo de Prefeito de São Paulo, pelo PSD, tendo Marta Costa como candidata a vice. Durante a campanha procurou alinhar sua imagem ao então presidente Jair Bolsonaro. Embora, não se autodenomine bolsonarista, fez diversos elogios ao governo, declarando em entrevista que: "Eu, como industrial, tenho sentido os reflexos (da atuação do governo). A atividade econômica está voltando. Os juros para a indústria nunca estiveram tão baixos em termos nominais, fora a Selic. As reformas estão caminhando". Se considerando como sendo o único defensor do presidente nos debates eleitorais.
Ao final do pleito conseguiu apenas 82 mil votos, ficando em 8º lugar, com pouco mais de 1,5% dos votos válidos.

### Eleições Italianas 2022
Naturalizado italiano, foi candidato ao senado italiano nas eleições parlamentares de 2022 pelo Partido Socialista Italiano. Disputou o único assento do distrito eleitoral que representa a América do Sul. Foi derrotado pelo ítalo-argentino Mario Borghese.